# Achalapur, Koppal
Achalapur là một làng thuộc tehsil Koppal, huyện Koppal, bang Karnataka, Ấn Độ.